# Сент-Коломб-де-Пейр
Сент-Коло́мб-де-Пейр (фр. Sainte-Colombe-de-Peyre) — колишній муніципалітет у Франції, у регіоні Окситанія, департамент Лозер. Населення — 200 осіб (2011).
Муніципалітет був розташований на відстані близько 470 км на південь від Парижа, 135 км на північний захід від Монпельє, 29 км на північний захід від Манда.

## Історія
До 2015 року муніципалітет перебував у складі регіону Лангедок-Русійон. Від 1 січня 2016 року належав до нового об'єднаного регіону Окситанія.
1 січня 2017 року Сент-Коломб-де-Пейр, Омон-Обрак, Ла-Шаз-де-Пейр, Фо-де-Пейр, Жаволь i Сен-Совер-де-Пейр було об'єднано в новий муніципалітет Пейр-ан-Обрак.

## Демографія
Динаміка населення (Cassini ):
Розподіл населення за віком та статтю (2006):
| Стать | Всього | До 15 років | 15-24 | 25-44 | 45-64 | 65-85 | Понад 85 |
| --- | ------ | ----------- | ----- | ----- | ----- | ----- | -------- |
| Чоловіки | 132    | 12          | 30    | 20    | 46    | 20    | 4        |
| Жінки | 96     | 17          | 4     | 25    | 25    | 17    | 8        |
| \| Статево-вікова піраміда \| Статево-вікова піраміда \| Статево-вікова піраміда \| \| ----------------------- \| ----------------------- \| ----------------------- \| \| Чоловіки \| Вік \| Жінки \| \| 4 \| 85 + \| 8 \| \| 4 \| 80-84 \| 0 \| \| 8 \| 75-79 \| 13 \| \| 0 \| 70-74 \| 4 \| \| 8 \| 65-69 \| 0 \| \| 4 \| 60-64 \| 4 \| \| 4 \| 55-59 \| 4 \| \| 17 \| 50-54 \| 13 \| \| 21 \| 45-49 \| 4 \| \| 4 \| 40-44 \| 4 \| \| 0 \| 35-39 \| 17 \| \| 8 \| 30-34 \| 0 \| \| 8 \| 25-29 \| 4 \| \| 17 \| 20-24 \| 4 \| \| 13 \| 15-20 \| 0 \| \| 4 \| 10-14 \| 0 \| \| 8 \| 5-9 \| 4 \| \| 0 \| 0-4 \| 13 \| |        |             |       |       |       |       |          |
| Статево-вікова піраміда |        |             |       |       |       |       |          |
| Чоловіки | Вік    | Жінки       |       |       |       |       |          |
| 4 | 85 +   | 8           |       |       |       |       |          |
| 4 | 80-84  | 0           |       |       |       |       |          |
| 8 | 75-79  | 13          |       |       |       |       |          |
| 0 | 70-74  | 4           |       |       |       |       |          |
| 8 | 65-69  | 0           |       |       |       |       |          |
| 4 | 60-64  | 4           |       |       |       |       |          |
| 4 | 55-59  | 4           |       |       |       |       |          |
| 17 | 50-54  | 13          |       |       |       |       |          |
| 21 | 45-49  | 4           |       |       |       |       |          |
| 4 | 40-44  | 4           |       |       |       |       |          |
| 0 | 35-39  | 17          |       |       |       |       |          |
| 8 | 30-34  | 0           |       |       |       |       |          |
| 8 | 25-29  | 4           |       |       |       |       |          |
| 17 | 20-24  | 4           |       |       |       |       |          |
| 13 | 15-20  | 0           |       |       |       |       |          |
| 4 | 10-14  | 0           |       |       |       |       |          |
| 8 | 5-9    | 4           |       |       |       |       |          |
| 0 | 0-4    | 13          |       |       |       |       |          |

## Економіка
2010 року серед 130 осіб працездатного віку (15—64 років) 98 були активними, 32 — неактивними (показник активності 75,4%, у 1999 році було 71,9%). З 98 активних мешканців працювали 92 особи (52 чоловіки та 40 жінок), безробітними було 6 (3 чоловіки та 3 жінки). Серед 32 неактивних 12 осіб було учнями чи студентами, 11 — пенсіонерами, 9 були неактивними з інших причин.

У 2010 році в муніципалітеті числилось 87 оподаткованих домогосподарств, у яких проживали 190,0 особи, медіана доходів виносила 16 484,5 євро на одного особоспоживача